# Galileiïta
La galileiïta és un mineral de la classe dels fosfats, que pertany al grup de la fil·lowita. Rep el seu nom en honor de Galileo Galilei.

## Característiques
La galileiïta és un fosfat de fórmula química Na²⁺₄(PO₄)₃. Va ser aprovada com a espècie vàlida per l'Associació Mineralògica Internacional l'any 1996, i publicada un any després. Cristal·litza en el sistema trigonal. La seva duresa a l'escala de Mohs és 4.
Segons la classificació de Nickel-Strunz, la galileiïta pertany a «08.AC: Fosfats, etc. sense anions addicionals, sense H₂O, amb cations de mida mitjana i gran» juntament amb els següents minerals: howardevansita, al·luaudita, arseniopleïta, caryinita, ferroal·luaudita, hagendorfita, johil·lerita, maghagendorfita, nickenichita, varulita, ferrohagendorfita, bradaczekita, yazganita, groatita, bobfergusonita, ferrowyl·lieïta, qingheiïta, rosemaryita, wyl·lieïta, ferrorosemaryita, qingheiïta-(Fe2+), manitobaïta, marićita, berzeliïta, manganberzeliïta, palenzonaïta, schäferita, brianita, vitusita-(Ce), olgita, barioolgita, whitlockita, estronciowhitlockita, merrillita, tuïta, ferromerrillita, bobdownsita, chladniïta, fil·lowita, johnsomervilleïta, stornesita-(Y), xenofil·lita, harrisonita, kosnarita, panethita, stanfieldita, ronneburgita, tillmannsita i filatovita.

## Formació i jaciments
Va ser descoberta al meteorit Grant, que va caure al districte de les muntanyes Zuni, al comtat de Cibola, Nou Mèxic (Estats Units). També ha estat descrita posteriorment a la mina de carbó número 45 de Kopeisk, a l'óblast de Txeliàbinsk, Rússia, així com en un altre meteorit, el meteorit El Sampal IIIA, trobat a Nueva Lubecka, Chubut (Argentina).